# Севернобахамска игуана камењарка
Cyclura cychlura је гмизавац из реда Squamata и фамилије Iguanidae. 

## Угроженост
Ова врста се сматра рањивом у погледу угрожености врсте од изумирања.

## Распрострањење
Ареал врсте је ограничен на једну државу. 
Бахамска острва су једино познато природно станиште врсте.

## Станиште
Станиште врсте су шуме. 

## Подврсте
- Cyclura cychlura ssp. cychlura
- Cyclura cychlura ssp. figginsi
- Cyclura cychlura ssp. inornata